# خريطة حرارية

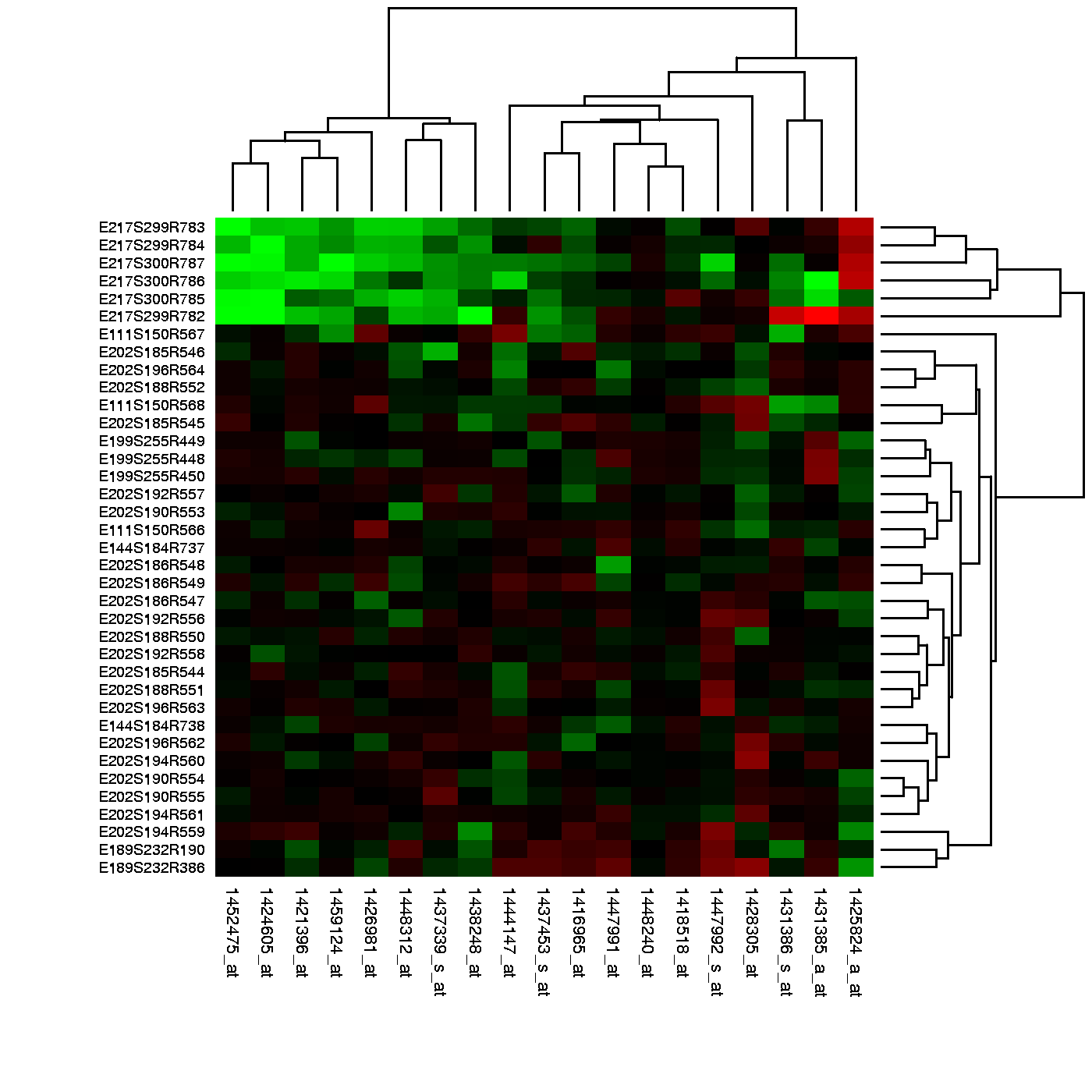
خريطة حرارية متولدة من مصفوفة دي إن إيه دقيقة تعكس قيم التعبير الجيني في العديد من الحالات.

الخريطة الحرارية أو المخطط الحراري (بالإنجليزية: Heat map) أو خريطة التمثيل الحراري، هي تمثيل رسومي للبيانات حيث تمثل القيم الفردية المضمنة بألوان مصفوفة. صمم مصطلح «خريطة الحرارة» في عام 1991 علامة تجارية مصممُ البرمجيات كورماك كيني الذي كان عُمْرُه آنذاك عشرين عاماً، لوصف عرض ثنائي الأبعاد يصور معلومات السوق المالية.

## معرض صور

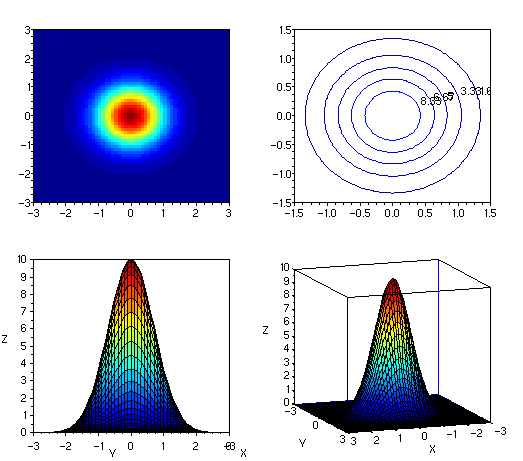
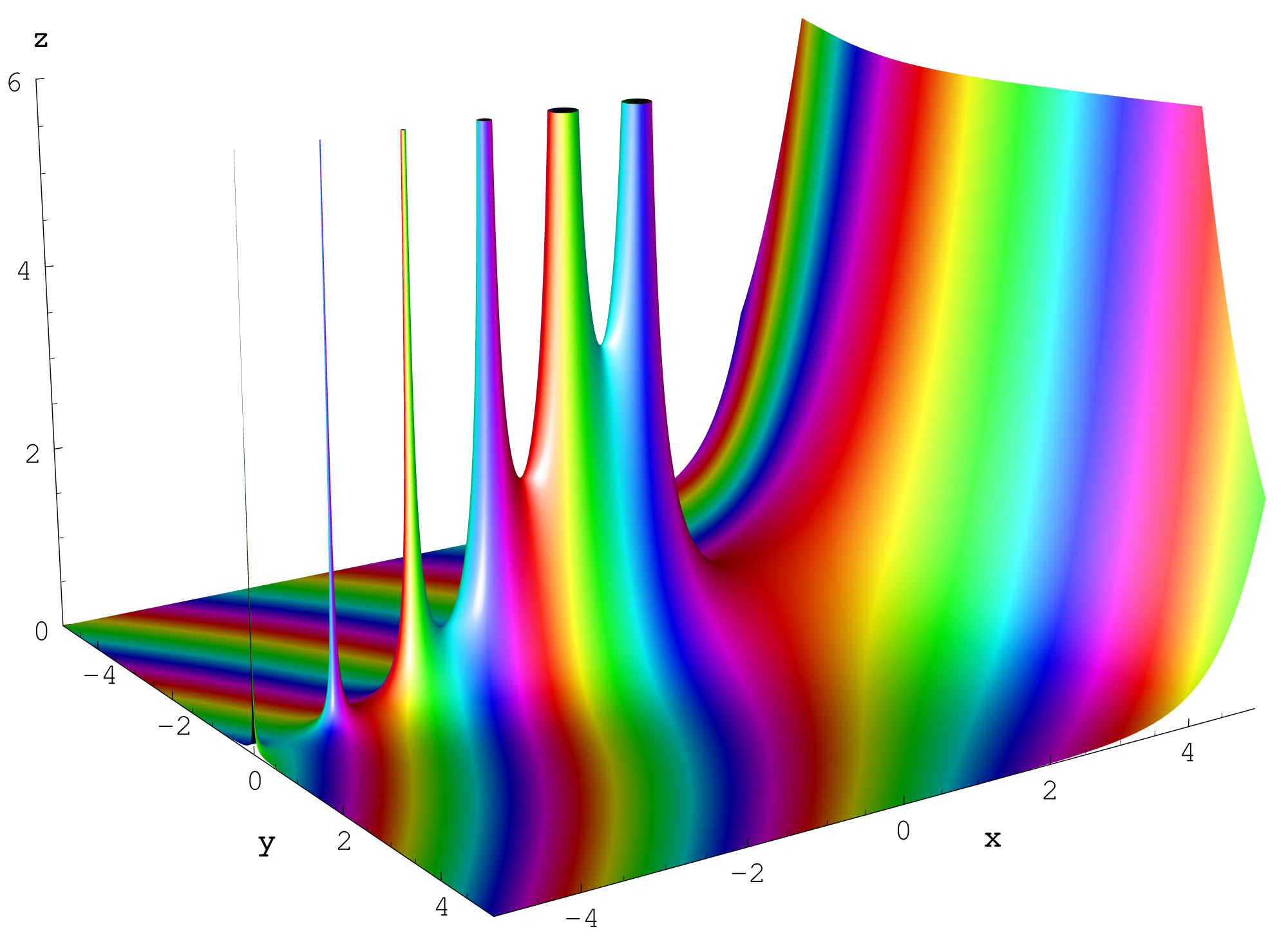
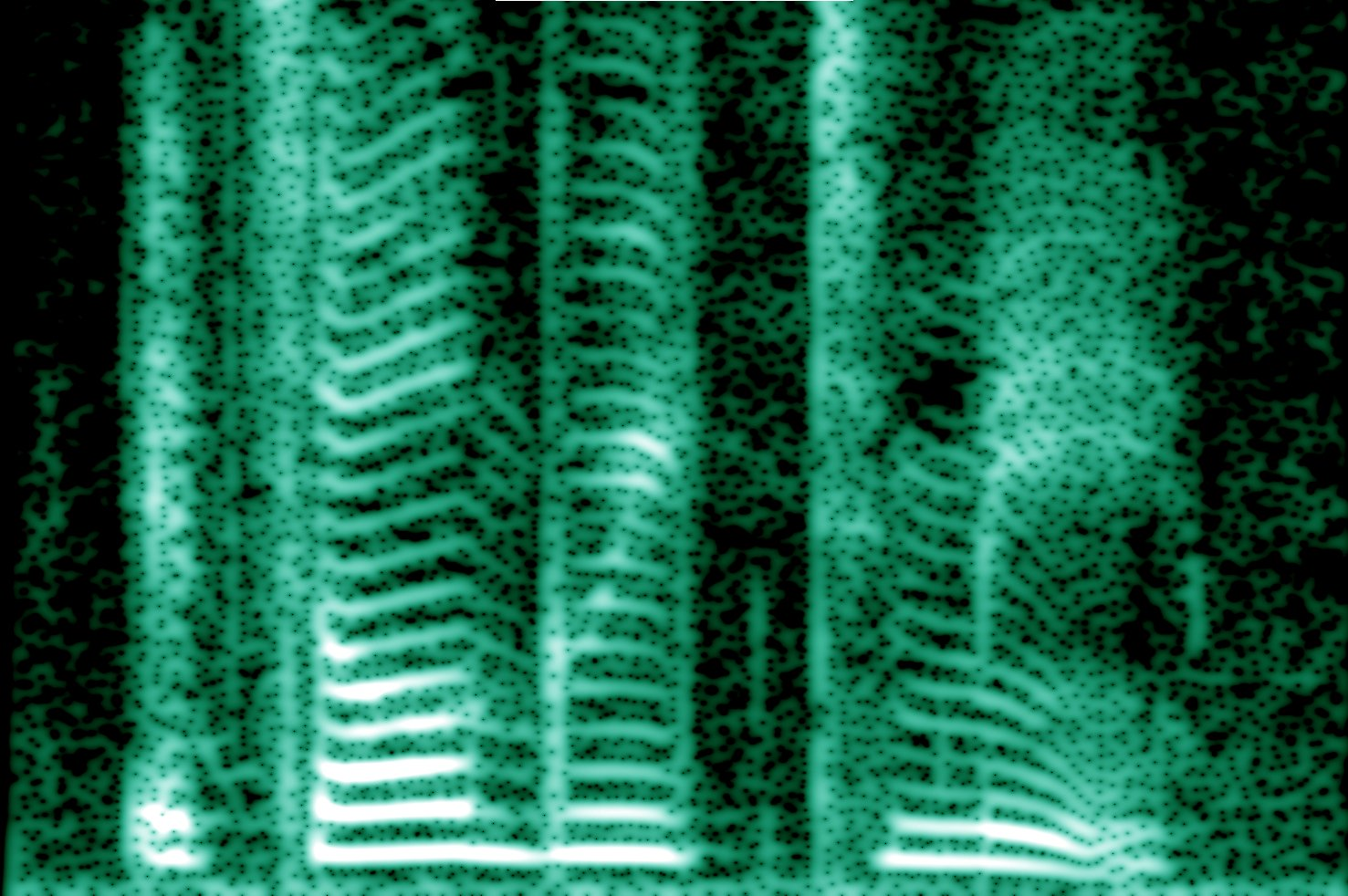